# Villamor de los Escuderos
Villamor de los Escuderos község Spanyolországban,  Zamora tartományban. Villamor de los Escuderos Argujillo, El Maderal, Topas, Aldeanueva de Figueroa, Fuentesaúco és Guarrate községekkel határos. Lakosainak száma 365 fő (2024).

## Népesség
A település népessége az utóbbi években az alábbiak szerint változott:
| Lakosok száma | 579  | 561  | 532  | 494  | 450  | 420  | 402  | 384  | 382  | 365  |
|               | 2001 | 2004 | 2007 | 2009 | 2012 | 2014 | 2017 | 2019 | 2022 | 2024 |